# 甲村秀雄
甲村 秀雄（こうむら ひでお、1941年7月2日 - ）は、日本の歌人。
愛知県出身。國學院大學文学部日本文学科卒業、同大学院日本文学研究科修士課程修了。
大学入学前から作歌を始め、大脇月甫主宰の歌誌「青虹」に入会。香川進、岡野弘彦に師事。前田夕暮の流れを汲み、「地中海」を経て、「ナイル短歌工房」代表を務めた。その後2021年に、釈迢空系隔月刊同人誌「ぱとす」（1978年創刊）を復刊し、「ぱとす短歌会」に活動の場を移した。

## 主な活動
日本文藝家協会会員、現代歌人協会会員、國學院大學国文学会会員、日本短歌協会理事長。テレビ朝日のドラマ『相棒』2011年11月2日放送の「晩夏」では短歌監修を担当した。日光東照宮400年記念式年大祭記念文墨奉納祭「短歌」選者。
また、日本短歌協会の事業の一環として、『歌人年鑑-光と影の(青)の帆船』（2009年）を創刊、以降毎年発刊するなど、歌人の社会的活動の基盤作りに貢献。

## 主な経歴
- 1966年（昭和41年） 合同歌集『新鋭十二人』短歌新聞社参加、「緋の青春」収録
- 1978年（昭和53年） 同人誌『ぱとす』創刊
- 1986年（昭和61年） 『地中海』に復帰
- 1989年（平成元年） 香川進墨筆集『樹下点々』東京四季出版編纂
- 1992年（平成4年） 『香川進全歌集』短歌新聞社編纂
- 1993年（平成5年） 青翔舎設立、同人誌『青翔』創刊
- 1998年（平成10年） ナイル短歌工房設立 月刊誌『ナイル』創刊
- 2006年（平成18年） フォーラム現代短歌創立
- 2007年（平成19年） 日本短歌協会設立（フォーラム現代短歌から名称変更）
- 2021年（令和3年）同人誌「ぱとす」復刊

## 著書
- 第一歌集『棘よ、憎まれてなほ』 エポナ出版1978
- 第二歌集『銃は口紅を撃つ』短歌新聞社1986
- 第三歌集『夢歌人』 短歌新聞社1996
- 第四歌集『ブリキの迷路 甲村秀雄集―自解150歌選 (自解・現代短歌シリーズ (第1期))』 東京四季出版2001
- 第五歌集『装飾白書』 2015歌人年鑑　学研教育出版2014
- 第六歌集『夢のあとさき』2018歌人年鑑　日本短歌協会2018

## 共著
- 合同歌集『洗濯船が空を翔ぶ』 1994 ながらみ書房
- 合同歌集『洗濯船が未来を翔ける』 2000 ながらみ書房
- 合同歌集『洗濯船が夢を見る』 2006 ながらみ書房
- 合同歌集『洗濯船エピソード・1　みかんの花咲く丘』 2010 ナイル短歌工房
- 合同歌集『洗濯船エピソード・2　モンマルトルの丘へ帰る』 2011 ナイル短歌工房
- 合同歌集『洗濯船エピソード・補遺　新世界』 2016 ナイル短歌工房